# Piaristická (České Budějovice)
Piaristická je krátká ulice v městské památkové rezervaci České Budějovice. Vede z rohu náměstí Přemysla Otakara II. do České ulice.
Do konce 18. století byla ulice uváděna jako ulice „U kláštera“ nebo „Ke klášteru“ apod. Od konce 18. století se začal používat název „Piaristická“, a to podle používaného názvu řádu zbožných škol, který měl od roku 1785 sé sídlo v bývalém dominikánském klášteře. Úředně se tak ulice nazývá od roku 1875. Do roku 1926 se v této ulici (naproti domu U černé růže) konaly v růstové sezóně houbařské trhy.

## Pamětihodnosti

### Kulturní památky
V ulici jsou čtyři kulturní památky. Jsou to měšťanské domy Piaristická 1, Piaristická 2, Piaristická 4 a Piaristická 6.

### Dům U černé růže (Piaristická 3)
V 16. a 17. století býval v domě malý pivovar a výčepní místnost. V 1. polovině 19. století byla majitelem domu C.k. první privilegovaná železniční společnost,která vlastnila koněspřežnou dráhu České Budějovice – Linec; ta v domě zřídila stáje pro ustájení koní a pokladnu pro prodej jízdenek; u domu bylo nástupiště „koněspřežky“. V letech 1869 a 1962 byl dům přestavěn. Při přestavbě v roce 1869 byla zasypána 17 m hluboká studna a klenuté sklepy.

### Bílá věž
V ose ulice na současném Piaristickém náměstí došlo před rokem 1470 k zahájení stavby Bílé (klášterní) věže. Díky tomu byla patrná průhledem Piaristickou ulicí z hlavního náměstí již během vzniku. Viditelná stavba nové dominanty města zaujala obyvatele, kteří koncem 15. století finančně pomohli s jejím dokončením.

## Současnost
Ulice je dlážděná a smí se zde jezdit jen třicetikilometrovou rychlostí – je v zóně 30. Ulice je v zóně centrum, ve které je stání povoleno jen na vyznačených parkovištích. Do ulice je zákaz vjezdu vozidel jejichž okamžitá hmotnost je vyšší než 3,5 tuny. Ulice je jednosměrná, a to ve směru z České ulice; vjezd cyklistům v protisměru je povolen.